# Luperina umbrata
Luperina umbrata är en fjärilsart som beskrevs av Herz. Luperina umbrata ingår i släktet Luperina och familjen nattflyn. Inga underarter finns listade i Catalogue of Life.